# Roy Edwards
Allan Roy Edwards, född 12 mars 1937 i Haldimand i Ontario, död 16 augusti 1999 i  Buffalo i USA, var en kanadensisk professionell ishockeymålvakt som tillbringade sju säsonger i den nordamerikanska ishockeyligan National Hockey League (NHL), där han spelade för ishockeyorganisationerna Detroit Red Wings och Pittsburgh Penguins. Han släppte in i genomsnitt 2,92 mål per match och hade tolv nollor (inte släppt in ett mål under en match) på 236 grundspelsmatcher. Edwards spelade också på lägre nivåer för Buffalo Bisons och Pittsburgh Hornets i American Hockey League (AHL), Fort Wayne Komets i International Hockey League (IHL), St. Louis Braves och Fort Worth Wings i Central Professional Hockey League (CPHL)/Central Hockey League (CHL) och Calgary Stampeders, Portland Buckaroos och Spokane Comets i Western Hockey League (WHL).
Han är farbror till Don Edwards, som var också målvakt i NHL mellan 1976 och 1986.